# Ring-A-Ling
"Ring-A-Ling" er en sang med den danske sangerinde Tiggy skrevet af Christian Møller Nielsen, Heidi Lykke Larsen og Henrik Carlsen. Den blev produceret af producerteamet Hartmann & Langhof og opnåede en førsteplads på den danske singlehitliste i 1997 og blev der i otte uger. Den solgte platin hurtigere end nogen anden dansk single.
Sangen blev i 1998 oversat til kinesisk og udgivet af den taiwanesiske sangerinde Yuki Hsu.

## Hitlister
| Hitliste (1997)        | Højeste placering |
| ---------------------- | ----------------- |
| Danmark (Track Top-40) | 1                 |